# Sho Kashima
Sho Kashima (ur. 1 listopada 1986) – amerykański narciarz dowolny, specjalizujący się w jeździe po muldach. Najlepszy wynik na mistrzostwach świata osiągnął podczas mistrzostw w Inawashiro, gdzie zajął 6. miejsce w jeździe po muldach. Jak dotąd nie startował na igrzyskach olimpijskich. Najlepsze wyniki w Pucharze Świata osiągnął w sezonie 2008/2009, kiedy to zajął 31. miejsce w klasyfikacji generalnej, a w klasyfikacji jazdy po muldach był ósmy.

## Sukcesy

### Mistrzostwa Świata
| Miejsce | Dzień    | Rok  | Miejscowość          | Konkurencja      | Zwycięzca                 |
| ------- | -------- | ---- | -------------------- | ---------------- | ------------------------- |
| 30.     | 9 marca  | 2007 | Madonna di Campiglio | Jazda po muldach | Pierre-Alexandre Rousseau |
| 7.      | 10 marca | 2007 | Madonna di Campiglio | Muldy podwójne   | Dale Begg-Smith           |
| 6.      | 7 marca  | 2009 | Inawashiro           | Jazda po muldach | Patrick Deneen            |
| 10.     | 8 marca  | 2009 | Inawashiro           | Muldy podwójne   | Alexandre Bilodeau        |
| 18.     | 5 lutego | 2011 | Deer Valley          | Muldy podwójne   | Alexandre Bilodeau        |

### Puchar Świata

#### Miejsca w klasyfikacji generalnej
- 2006/2007 – 31.
- 2007/2008 – 91.
- 2008/2009 – 31.
- 2009/2010 – 96.
- 2010/2011 – 67.
- 2011/2012 –

#### Miejsca na podium
1. Ruka – 10 grudnia 2011 (Jazda po muldach) – 2. miejsce
2. Méribel – 20 grudnia 2011 (Muldy podwójne) – 3. miejsce
3. Calgary – 28 stycznia 2012 (Jazda po muldach) – 3. miejsce